# Universidad Creighton
La Universidad Creighton (Creighton University en inglés y oficialmente) es una universidad privada, católica, de la Compañía de Jesús, ubicada en Omaha, Nebraska (Estados Unidos de América). Pertenece a la Asociación de Universidades Jesuitas (AJCU).

## Historia
La Universidad fue fundada en 1878 como Creighton College por los Jesuitas, como consecuencia del encargo de Mary Lucretia Creighton, que quiso dedicar una institución académica a la memoria de su marido, Edward Creighton, un importante empresario de Omaha.   

## Campus
El campus universitario ocupa 140 acres a las afueras del distrito financiero de Omaha.

## Facultades y escuelas
- Facultad de Artes y Ciencias (College of Arts and Sciences)
- Facultad de Negocios Heider (Heider College of Business)
- Escuela de Odontología (School of Dentistry)
- Escuela de Medicina (School of Medicine)
- Escuela de Farmacia y Profesiones de la Salud (School of Pharmacy and Health Professions)
- Escuela de Derecho (School of Law)
- Escuela del Postgrado (Graduate School)
- Facultad de Estudios Profesionales (College of Professional Studies)

## Deportes
Creighton compite con 14 equipos en 8 deportes en la División I de la NCAA, en la Big East Conference.